# Tupou VI.

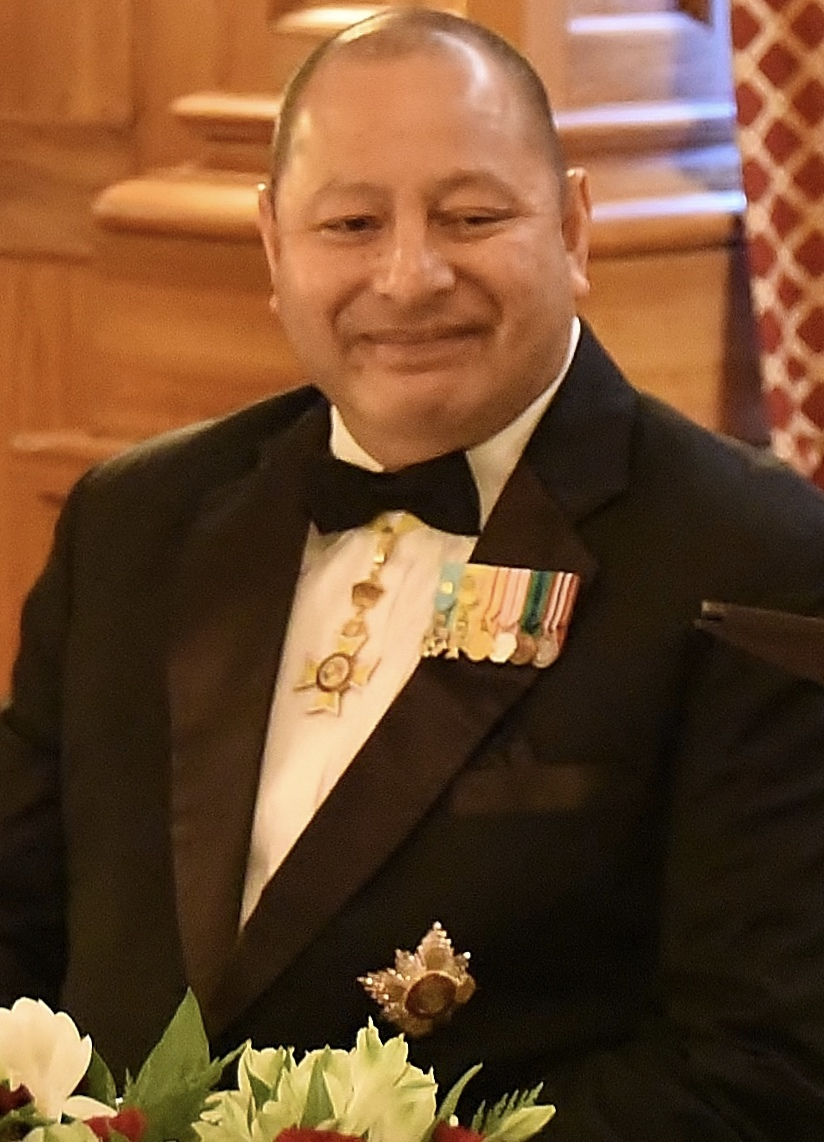
ʻAhoʻeitu ʻUnuakiʻotonga Tukuʻaho (2019)

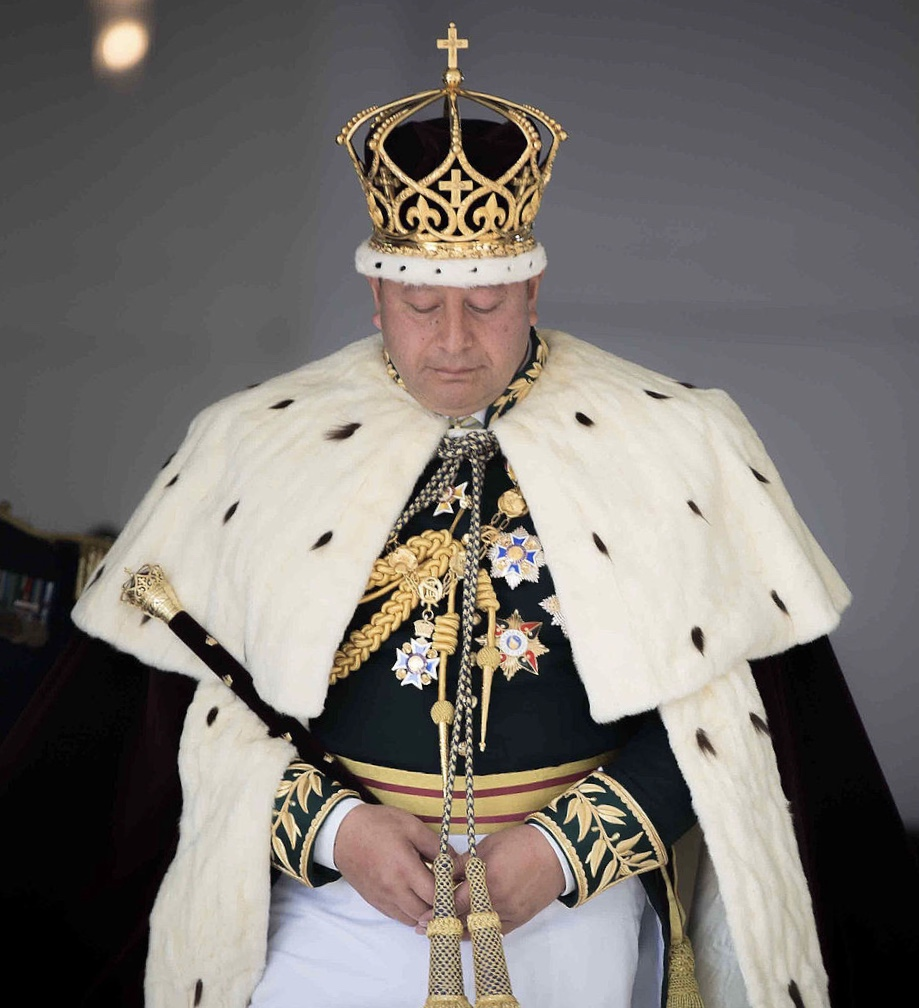
Tupou VI. (2015)

Königliche Standarte

Tupou VI. (* 12. Juli 1959 im Königlichen Palast in Nukuʻalofa als ʻAhoʻeitu ʻUnuakiʻotonga Tukuʻaho) ist seit dem 18. März 2012 König und 24. Tuʻi Kanokupolu von Tonga.

## Leben
Er ist der jüngere Bruder seines verstorbenen Vorgängers, George Tupou V. Sein Vater war König Taufaʻahau Tupou IV.
1982 trat er in die tonganische Marine ein und wurde im Jahr 1987 Korvettenkapitän. Von 1990 bis 1995 hatte er das Kommando über die PPB Voea Pangai, die zu dieser Zeit für Friedensmaßnahmen in Bougainville eingesetzt war. Im Jahr 1998 beendete er seine militärische Karriere und übernahm von seinem zurückgetretenen Bruder Tupoutoʻa (später George Tupou V.) das Amt als Außen- und Verteidigungsminister, das er bis zum August/September 2004 innehatte.
Vom 3. Januar 2000 bis zum 11. Februar 2006 war er Premierminister Tongas. Dann wurde er zum Kronprinzen des südpazifischen Inselstaates ernannt. Nach dem Tod seines Bruders wurde er 2012 zum König von Tonga. Die offizielle Krönung erfolgte am 4. Juli 2015.
Tupou VI. ist mit Königin Nanasipauʻu verheiratet und hat drei Kinder, wobei der älteste Sohn, Tupoutoʻa ʻUlukalala, Kronprinz ist.

## Bildung
- 1988 – Diplom in strategischen Studien, United States Naval War College, Newport, Rhode Island, USA
- 1995 – Absolventendiplom von strategischen Studien, Australian Joint Services Staff College, Australien
- 1997 – Master in Verteidigungsstudien, University of New South Wales, Australien
- 1998 – Master of Arts in internationalen Beziehungen, Bond University, Queensland, Australien